# Juli
Pour les articles homonymes, voir Juli (homonymie).
Juli est un groupe de pop allemand, originaire de Gießen, en Hesse. Il est formé, pour ce qui est de sa forme actuelle, en 2001 par Eva Briegel, Jonas Pfetzing, Simon Triebel, Andreas Herde et Marcel Römer, à l'origine ce groupe avait déjà commencé sa carrière sous le nom de Sunnyglade .

## Biographie

### Origines et débuts
Déjà à l'âge de 13 ans, Andreas Herde et Simon Triebel jouaient ensemble, plus tard rejoints par Jonas Pfetzing. Un groupe nommé Sunnyglade existait depuis 1996, tout à fait au début sans chanteuse (c'est le guitariste qui chantait). C'est seulement plus tard que se joint une chanteuse (Miriam Adameit, qui a depuis quitté le groupe). Dans cette composition, le groupe sort en 1998 un album en 500 exemplaires du nom Pictures of My Mind et gagne le Hessischer Rockpreis.

### Premiers albums (2001–2004)
En début de 2001, ils signent à EMI  leur premier contrat en maison d'édition, décident d'abandonner le nom de Sunnyglade (et tout le répertoire) et de jouer des chansons en allemand sous le nom de Juli. Le nom du groupe provient d'une chanson du même nom d'un autre groupe berlinois, Tex.
Le premier concert de Juli date de juin 2002 et le groupe convainc public et maison d'édition, mais surtout les membres du groupe eux-mêmes, car jouant dans une nouvelle composition. Un producteur leur demanda alors une nouvelle démo pour octobre 2002, très bien accueilli par leur maison d'édition qui leur propose alors un showcase et au mois d'août 2003, à Cologne, Eva, Jonas, Simon, Andreas et Marcel signent ensemble leur premier contrat.
Leur premier single, Perfekte Welle, sort à la fin de juin 2004 et se hisse très vite dans les charts allemands. L'album, Es Ist Juli, passe de la dernière place à la troisième en obtenant quatre disques de platine pour plus d'un million d'albums vendus et continue son ascension jusqu'à la première place qu'il détient pendant plus d'un an. Après leur participation au radiotour de septembre 2004, Juli commence en octobre sa propre tournée, complète, à travers toute  l'Allemagne. Le groupe fit par la suite la « première partie » du groupe Rosenstolz, à travers l'Autriche et la Suisse.

### Ein neuer Tag(2005–2008)

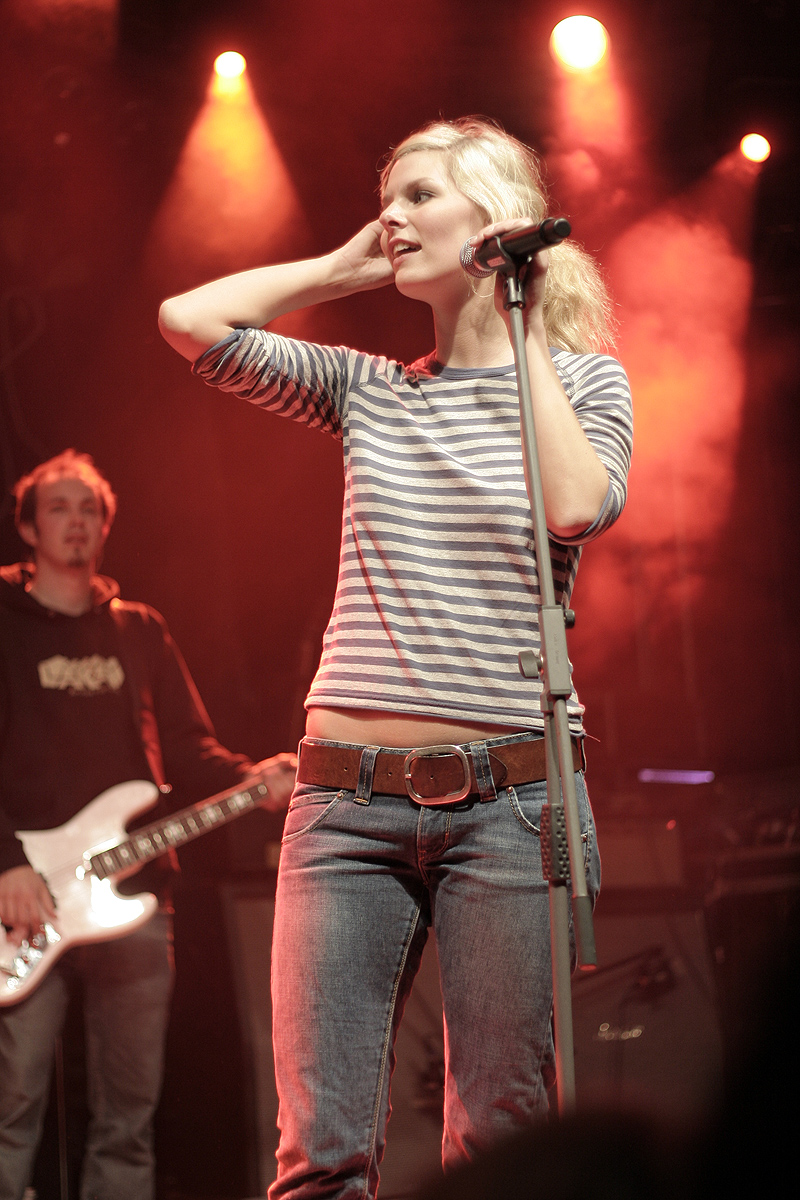
Eva Briegel, pendant la tournée Ein neuer Tag.

À partir de l'automne 2005, le groupe n'avait plus que quelques dates de concert et décida de se retirer à Bochum pour travailler son deuxième album en studio. Durant l'année 2006, le groupe a participé à de nombreux festivals : Schlossgrabenfest, Donauinselfest, Soundgarten Festival et autres. Enfin, en juillet 2006, l'enregistrement du nouvel album était terminé. 
L'album intitulé Ein neuer Tag est déjà très médiatisé avant même d'être disponible. Le 22 septembre 2006, le premier titre de l'album est diffusé et se fait tout de suite une très bonne place dans le top 50 jusqu'à ce que l'album sorte enfin le 13 octobre. Il se vend 75 000 exemplaires au niveau international, en seulement une semaine. Après la parution du deuxième single de l'album Wir Beide le 15 décembre 2006, le groupe entama sa  tournée, devant même déplacer certaines dates dans des lieux plus grands.

### In Love(2009–2011)
À la fin avril 2008, selon leur site web officiel, Juli commence à écrire de nouvelles chansons pour leur troisième album. Cependant, ils n'annoncent aucune date de sortie. Dès mars 2009, Juli entre en studio pour travailler sur son nouvel album. Sur sa page Myspace, il montre des séquences vidéo des enregistrements studio. À l'été 2009, le sampler A Tribute to Die Fantastischen Vier sort à l'occasion du 20e anniversaire du groupe de hip-hop homonyme.
Leur nouvel album, In Love, est officiellement publié le 17 septembre 2010. Déjà le 27 août, le single Elektrisches Gefühl sort et atteint la 12e place des charts allemands. Avant la sortie du morceau, celui-ci était joué dès le début de juillet 2010 sur diverses chaînes de radio et de télévision. Avec le single Du Lügst so schön, le groupe réapparait en septembre 2011 au Bundesvision Song Contest et termine 13e.
En 2011, Juli participe à un clip de Sesame Street avec une variante de sa chanson lektrisches Gefühl (rebaptisé sur le coup Komm endlich raus und spiel). À l'été 2012, le groupe donne un concert à l'Expo 2012 de Yeosu, en Corée du Sud .

### Insel(depuis 2013)
En septembre 2013, Juli annonce sur Facebook qu'ils travaillaient sur un nouvel album. Le 23 juin 2014, le groupe se produit au Kieler Woche et joue deux nouvelles chansons, dont le premier single Insel, qui est publié en exclusivité le 12 septembre 2014 en téléchargement. Les chansons Jetzt (19 septembre 2014) et Eines Tages (26 septembre 2014) sont également publiées en téléchargement. L'album Insel est publié le 3 octobre 2014 en téléchargement et en formats CD/LP. Il atteint la 10e place des charts allemands.

## Style musical
Les chansons de l'album sont rédigées presque exclusivement par la chanteuse et les deux guitaristes, on ne peut tout de même pas dire qu'il s'agit d'un travail uniquement personnel car les textes sont toujours soumis aux modifications et à l'approbation du groupe dans son ensemble.
« Juli » ne se considère pas comme un groupe de rock mais plutôt comme jouant de la musique pop alternative. Très exigeant vis-à-vis de leurs textes, les musiciens s'adressent davantage à un public adulte qu'à des jeunes adolescents. Les compositions du groupe sont connues pour passer très souvent à la radio.

## Rapports avec les autres groupes
À l'époque des premiers succès de Juli, une quantité d'autres groupes germanophones imposaient eux aussi leur réussite, Wir sind Helden (première publication en 2003), Silbermond (Mars 2003) ou Christina Stürmer (mai 2003). Le fait que tous ces groupes utilisent des textes allemands et une chanteuse, a dès le début alimenté les conversations : déjà au commencement de sa carrière, Juli est confronté aux comparaisons en tout genre, comparaisons que le groupe rejette fermement. Silbermond, par exemple, est souvent mis en concurrence avec Juli par les médias, car ils ont tous deux débuté par des textes en anglais, cette concurrence est considérée par les deux groupes comme inutile et ininterrompue.

## Membres
- Eva Briegel (3 décembre 1978) - chant
- Jonas Pfetzing (2 avril 1981) - guitare
- Simon Triebel (28 avril 1982) - guitare
- Andreas « Dedi » Herde (1er octobre 1982) - basse
- Marcel Römer (26 février 1982) - batterie

## Discographie

### Albums studio
- 2004 : Es ist Juli
- 2006 : Ein neuer Tag
- 2010 : In Love
- 2014 : Insel
- 2023 : Der Sommer ist vorbei

### Singles
- 2004 : Perfekte Welle
- 2004 : Geile Zeit
- 2005 : Regen und Meer
- 2005 : Warum
- 2005 : November
- 2006 : Dieses Leben
- 2006 : Wir Beide
- 2007 : Zerrissen
- 2007 : Stolen (avec Dashboard Confessional)
- 2007 : Ein neuer Tag
- 2010 : Elektrisches Gefühl

## Distinctions
- 2003 : Sonstige - Rio Reiser Songpreis Fresenhagen-Festival[3]
- 2005 : Sonstige -Bundesvision Song Contest (Geile Zeit)